# Quintanilla de Onésimo
Quintanilla de Onésimo – gmina w Hiszpanii, w prowincji Valladolid, w Kastylii i León, o powierzchni 55,17 km². W 2011 roku gmina liczyła 1137 mieszkańców.